# ارجاع (علوم رایانه)
در مهندسی نرم‌افزار، ارجاع (به انگلیسی: Reference) به مقداری گفته می‌شود که به یک برنامه اجازه می‌دهد تا به یک قلم داده خاص (مانند متغیر یا رکورد) که در حافظه یا یک نوع دستگاه ذخیره‌سازی دیگر قرار دارد، به شکل غیرمستقیم دسترسی داشته باشد. در این حالت می‌گوییم که ارجاع به آن قلم داده اشاره می‌کند و دسترسی داشتن به آن قلم داده هم نشانه‌روی می‌گویند. ارجاع از خود آن قلم داده متمایز است. معمولاً، یک ارجاع، آدرس فیزیکی محلی است که آن قلم داده در آن آدرس بر روی رسانه ذخیره‌سازی مانند حافظه رایانه، ذخیره شده‌است. به همین دلیل، معمولاً ارجاع‌ها اشاره‌گر یا آدرس هم نامیده می‌شود و می‌گوییم آن‌ها به یک قلم داده اشاره می‌کنند. با این حال، یک ارجاع می‌تواند فاصله (به انگلیسی: Offset) (تفاوت) بین آدرسی که آن قلم داده در آنجا ذخیره شده، و یک «آدرس پایه» یا اندیس آرایه باشد.
ارجاع‌ها به شکل گسترده در برنامه‌نویسی استفاده می‌شوند. مثلاً به کمک آن‌ها می‌توان یک شیء بزرگ را از طریق آرگومان‌های یک روال، به آن روال ارسال کرد. یا همچنین از آن‌ها می‌توان برای اشتراک گذاشتن داده‌ها استفاده کرد.